# Álbum de historietas
Un álbum de historietas es un libro monográfico que consta de historietas. Tradicionalmente, ha sido el formato más frecuente en las librerías especializadas y bibliotecas públicas de Europa.

## Características
Se diferencia de la revista de historietas por su formato e impresión más lujosa (lomo y tapa dura, papel de mayor calidad), siendo frecuente que presente cómics completos de un único autor y excepcionalmente de un grupo de ellos. En Francia y Bélgica, como en la mayoría de los países de Europa continental, el formato clásico de los álbumes es el tamaño A4 (210 por 297mm) y 48 páginas.
Como explica el historietista español Josep María Beá, antiguamente: 

El álbum venía a ser como un plus de beneficio añadido. Primero, se rentabilizaba la obra vendiéndola por capítulos a revistas de varios países. Tras esta gestión, se editaba el álbum, cuyo tiraje se calculaba en relación al éxito que, el producto en cuestión, había obtenido de forma seriada.

La recopilación en álbum se convertía, de esta forma, en "el fin último que un autor de tebeos que se precie debe pretender para sus trabajos".
En el contexto actual, los álbumes son el formato original de publicación de muchos cómics, al haber desaparecido en su mayor parte las revistas antológicas.

## Trayectoria
La limitación de extensión del álbum es consecuencia de las restricciones de papel derivadas de la II Guerra Mundial.
Desde finales del siglo XX, sufre la competencia de la novela gráfica, de extensión más flexible.